# 哈布斯堡的瑪蒂爾德
哈布斯堡的瑪蒂爾德（德語：Mathilde von Habsburg，1253年—1304年12月23日），巴伐利亞公爵夫人，德意志國王魯道夫一世的女兒。在其子鲁道夫一世年少时，担任巴伐利亚公国摄政。

## 家庭
1273年，瑪蒂爾德與上巴伐利亞公爵路德維希二世結婚，兩人共有2子2女：
1. 魯道夫（1274年—1319年），上巴伐利亞公爵
2. 瑪蒂爾德（1275年—1319年），不倫瑞克-呂訥堡公爵夫人
3. 阿格尼絲（英语：Agnes of Bavaria, Margravine of Brandenburg）（1276年—1345年），布蘭登堡藩侯夫人
4. 路德維希（1282年—1347年），神聖羅馬皇帝（稱路易四世）